# سییتو یاماموتو
سییتو یاماموتو (انگلیسی: Seito Yamamoto؛ زادهٔ ۱۱ مارس ۱۹۹۲) ورزشکار دو و میدانی اهل ژاپن است.